# Baranivka
Baranivka (em ucraniano:  Баранівка, em russo:  Барановка, em polonês/polaco:  Baranówka, em iídiche:  באראניווקע Baranivke) é uma cidade da Ucrânia, situada no Oblast de Jitomir. Tem 22,34 km² de área e sua população em 2020 foi estimada em 11.497 habitantes.